# 高山れおな
高山 れおな（たかやま れおな、男性、1968年7月7日 - ）は、日本の俳人。本名同じ。

## 経歴
茨城県日立市生まれ。早稲田大学政治経済学部政治学科卒業。20歳の頃より俳句を作り始め、1993年同人誌「豈」に20号より参加。「芸術新潮」編集者のかたわら、俳人として活動。1998年第一句集『ウルトラ』（沖積舎）刊行。2005年、第二句集『荒東雑詩』（同）刊行、同句集により第11回加美俳句大賞受賞。
2008年、中村安伸とともにウェブサイト「俳句空間―豈weekly」を立ち上げ、第100号で終了するまで2年間運営。また同サイトをきっかけに、筑紫磐井、対馬康子とともに若手俳人アンソロジー『新撰21』（邑書林、2009年）および『超新撰21』（同、2010年）を編集、刊行する。2010年~12年朝日新聞俳句時評を担当。2018年7月8日付紙面より金子兜太の後任として朝日俳壇選者に就いた。全ての新聞俳句選者で当時最も若い49歳での就任には、斯界の刷新を期待されている。
句風は古俳諧をはじめとする東西の古典への造詣をうかがわせる 。第二句集『荒東雑詩』ではすべての句に長短さまざまな前書きが付けられ、第三句集『俳諧曾我』は7章と目録・開題で8分冊にしそれぞれ趣向の異なった装丁を施すという特異な造本を行った。

## 著書
- 第一句集『ウルトラ』（沖積舎、1998年）
- 第二句集『荒東雑詩』（沖積舎、2005年）
- 第三句集『俳諧曾我』（書肆絵と本、2012年）
- 『切れ字と切れ』（邑書林、2019年）
- 第四句集『百題稽古』（現代短歌社、2025年）